# Gesa Kluth
Gesa Kluth (* 1970 in der Nähe von Göttingen) ist eine deutsche Biologin und Wolfsexpertin.
Sie studierte in Bremen Biologie und beschäftigte sich 1996 im Rahmen ihrer Diplomarbeit mit einem Wolfsrudel in Estland. Nachdem sie einige Zeit in Brandenburg verbrachte, lebt sie derzeit zusammen  mit  dem  Naturfilmer Sebastian  Koerner in der sächsischen Oberlausitz, wo sich die ersten freilebenden Wolfsrudel in Deutschland angesiedelt haben.
Gesa Kluth gilt in Deutschland als Wolfsexpertin. Sie gründete gemeinsam mit ihrer Kollegin Ilka Reinhardt im Januar 2003 das heutige LUPUS – Institut für Wolfsmonitoring und -forschung in Deutschland in Spreewitz nordwestlich des Truppenübungsplatzes Oberlausitz, von dem aus die Wiederausbreitung der Wölfe in Deutschland erfolgte. Gesa Kluth arbeitet mit dem Sächsischen Staatsministerium für Umwelt und Landwirtschaft, dem Internationalen Tierschutz-Fonds (International Fund for Animal Welfare, IFAW) und dem NABU zusammen. In Polen hat die polnische Biologin Sabina Nowak eine ähnliche Stellung. Sie sieht es als eine ihrer Aufgaben an, mit den Tierhaltern der Region zusammenzuarbeiten. So sollen Nutztiere geschützt werden, ohne dass es zum Abschuss der wildlebenden Wölfe kommt. Gesa Kluth ist Co-Autorin vieler Fachpublikationen von Mitgliedern der Large Carnivore Initiative for Europe.